# U-305
| U-305                      | U-305                                                          | U-305                                                          |
| -------------------------- | -------------------------------------------------------------- | -------------------------------------------------------------- |
|                            |                                                                |                                                                |
|                            |                                                                |                                                                |
|                            |                                                                |                                                                |
| Під прапором               | Третій рейх                                                    | Третій рейх                                                    |
| Спуск на воду              | 25 липня 1942 року                                             | 25 липня 1942 року                                             |
| Виведений зі складу флоту  | 16 січня 1944 року                                             | 16 січня 1944 року                                             |
| Сучасний статус            | затоплений                                                     | затоплений                                                     |
| Проєкт                     |                                                                |                                                                |
| Тип ПЧ                     | Торпедний ДПЧ                                                  | Торпедний ДПЧ                                                  |
| Основні характеристики     |                                                                |                                                                |
| Швидкість (надводна)       | 17,7 вузла                                                     | 17,7 вузла                                                     |
| Швидкість (підводна)       | 7,6 вузла                                                      | 7,6 вузла                                                      |
| Робоча глибина занурення   | 100 м                                                          | 100 м                                                          |
| Гранична глибина занурення | 220 м                                                          | 220 м                                                          |
| Екіпаж                     | 44 особи                                                       | 44 особи                                                       |
| Розміри                    |                                                                |                                                                |
| Довжина найбільша (по КВЛ) | 67,1 м                                                         | 67,1 м                                                         |
| Ширина корпусу найб.       | 6,2 м                                                          | 6,2 м                                                          |
| Висота                     | 9,6 м                                                          | 9,6 м                                                          |
| Середня осадка (по КВЛ)    | 4,70 м                                                         | 4,70 м                                                         |
| Водотоннажність надводна   | 769 т                                                          | 769 т                                                          |
| Озброєння                  |                                                                |                                                                |
| Артилерія                  | одна палубна гармата калібру 88-мм, одна 20-мм зенітна гармата | одна палубна гармата калібру 88-мм, одна 20-мм зенітна гармата |
| Торпедно- мінне озброєння  | 4 носових і один кормовий ТА. 14 торпед або 26 мін             | 4 носових і один кормовий ТА. 14 торпед або 26 мін             |

U-305 — німецький підводний човен типу VIIC, часів Другої світової війни.
Замовлення на будівництво човна було віддане 20 січня 1941 року. Човен був закладений на верфі суднобудівної компанії «Flender Werke AG» у місті Любек 30 серпня 1941 року під заводським номером 305, спущений на воду 25 липня 1942 року, 17 вересня 1942 року увійшов до складу 8-ї флотилії. Також за час служби входив до складу 1-ї флотилії. Єдиним командиром човна був капітан-лейтенант Рудольф Бар.
Човен зробив 4 бойових походи, в яких потопив 2 судна водотоннажністю 13 045 брт та 2 військові кораблі водотоннажністю 2 560 т.
Затонув 16 січня 1944 року в Північній Атлантиці північно-східніше Азорських островів (49°00′ пн. ш. 18°00′ зх. д. / 49.000° пн. ш. 18.000° зх. д.) ймовірно через вибух власної торпеди. Всі 51 члени екіпажу загинули.

## Потоплені та пошкоджені кораблі[3]
| Назва         | Тип            | Належність      | Дата            | Тоннаж (БРТ) | Вантаж                                                           | Статус     | Місце                                                       |
| Port Auckland | вантажне судно | Велика Британія | 17 березня 1943 | 8 789        | 7000 т морожених продуктів, 1000 т генеральних вантажів та пошти | потоплено  | 52°25′ пн. ш. 30°18′ зх. д. / 52.417° пн. ш. 30.300° зх. д. |
| Zouave        | вантажне судно | Велика Британія | 17 березня 1944 | 4 256        | 7100 т залізної руди                                             | потоплено  | 52°25′ пн. ш. 30°15′ зх. д. / 52.417° пн. ш. 30.250° зх. д. |
| «Сен-Круа»    | есмінець       | Канада          | 20 вересня 1944 | 1 190        |                                                                  | потоплений | 57°30′ пн. ш. 31°10′ зх. д. / 57.500° пн. ш. 31.167° зх. д. |
| «Твід»        | фрегат         | Велика Британія | 7 січня 1944    | 1 370        |                                                                  | потоплений | 48°18′ пн. ш. 21°19′ зх. д. / 48.300° пн. ш. 21.317° зх. д. |